# Anne Czichowsky
Anne Czichowsky (* 14. Januar 1981 in Schaffhausen) ist eine deutsche Jazzsängerin.

## Leben
Czichowsky, die 1996 im Alter von 15 Jahren mit Klassischem Gesangsunterricht begann, drei Jahre später wurde Preisträgerin beim Landeswettbewerb Jugend jazzt. Von 2000 bis 2002 gehörte sie als Sängerin zum Landesjugendjazzorchester Baden-Württemberg unter Bernd Konrad. Von 2001 bis 2007 studierte sie Jazzgesang in Stuttgart und Graz. Mit „summa cum laude“ absolvierte sie 2007 ihr Diplom an der Hochschule für Musik und Darstellende Kunst Stuttgart.
Seitdem sang Czichowsky unter anderem im Önder Focan Trio, dem St. Petersburg Jazz Quartett, den Italian Allstars, Gianluca Esposito, Oliver Mtukudzi sowie mit dem Südpool-Ensemble mit Michael Kersting, Paul Schwarz, Günter Lenz und Herbert Joos. Dann leitete sie eigene Bands wie das Anne Czichowsky Quintett, Playground oder Jazzpartout. Mit Sabine Kühlich gründete sie Lines for Ladies, war auf dem Festival Women in Jazz zu hören und ging 2014, 2016 und 2021 mit Sheila Jordan auf Tournee, u. a. mit dem Konstanzer Schlagzeuger Patrick Manzecchi an deren Seite. Auch tritt sie im Duo mit dem Schweizer Gitarristen Michael Bucher auf.
Anne Czichowsky unterrichtete Jazzgesang an den Musikhochschulen in Stuttgart, München und Saarbrücken. Aktuell lehrt sie in der Schweiz in Zürich und Bern.

## Preise und Auszeichnungen
Mit Jazzpartout gewann Czichowsky 2008 den Internationalen Jazzwettbewerb in Bucharest. Im selben Jahr belegte sie in Finnland beim International Jazz Singers Contest „Lady Summertime“ den ersten Platz. 2010 wurde sie Zweite beim zwölften Wettbewerb der Jazzsolisten in Monaco. 2011 wurde sie (als zweite Frau überhaupt) mit dem Jazzpreis Baden-Württemberg ausgezeichnet.

## Diskographische Hinweise
- Anne Czichowsky & Jazzpartout Rise (Neuklang 2009)
- Play on Words (Neuklang 2011, mit Thilo Wagner, Lorenzo Petrocca, Axel Kühn, Matthias Daneck)
- Czichowsky, Petrocca & Kühn Our Favorite Tunes (2014)
- The Truth and the Abstract Blues (DoubleMoon Records 2014, mit Thilo Wagner, Martin Wiedmann, Axel Kühn, Matthias Daneck)
- Lines for Ladies Feat. Sheila Jordan & Kristin Korb Live! (Da Music 2016, mit Laia Genc und Sabine Kühlich)